# Lukas Jutkiewicz
Lukas Jutkiewicz, né le 28 mars 1989 à Southampton, est un ancien footballeur anglais d'origine polonaise. Il est attaquant.

## Carrière

### En club
Lukas Jutkiewicz fait ses débuts professionnels avec Swindon Town à l'âge de dix-sept ans en troisième division anglaise, en avril 2006 au Liberty Stadium de Swansea. Quelques mois plus tard, il signe un contrat de trois ans. Incorporé petit à petit dans l'équipe professionnelle, il fait de nombreuses apparitions en tant que remplaçant.
En mars 2007, Jutkiewicz rejoint Everton pour un million de livres. Après une période d'avant-saison, il entre dans le groupe disputant la Premier League. En janvier 2008, Lukas Jutkiewicz rejoint le club de Plymouth en prêt jusqu’à la fin de la saison. Cette transaction est facilitée par la présence de Paul Sturrock, entraîneur de Plymouth, qui a connu le jeune joueur à Swindown Town. De retour à Everton à l'hiver, il dispute son premier match officiel avec les Toffees en Premier League contre Sunderland le 28 décembre, et entre en jeu à la quatre-vingt-cinquième minute à la place de Tim Cahill.
En janvier 2009, il est de nouveau prêté, cette fois-ci à Huddersfield Town. Le 14 février, Jutkiewicz fait ses débuts face à Leeds United. Durant ces quelques mois, le joueur ne trouve pas le chemin des filets, malgré plusieurs titularisations.
En août 2009, il est prêté pour six mois pour la troisième fois consécutive, mais cette fois-ci dans un club étranger de première division, Motherwell. Le 29, il porte pour la première fois le maillot jaune et rouge, remplaçant Stephen Jennings (en) à la soixante-neuvième minute contre Aberdeen. Très performant, il est nommé meilleur jeune joueur du mois d'octobre. En décembre, Jutkiewicz occupe la cinquième place du classement des buteurs de la Clydesdale Bank Premier League, et la première de celui de son équipe, ce qui pousse son entraîneur Jim Gannon (en) à demander la prolongation de son prêt. Finalement, il reste à Motherwell six mois de plus,. Toujours autant utilisé, il pousse Motherwell vers les places européennes. Lors de la trente-septième journée, et dans un match fou contre Hibernian, il délivre une passe décisive en début de match. Mené six à deux à vingt-cinq minutes de la fin, il voit son équipe remonter au score. Alors que le match se termine, il provoque un pénalty, manqué par Forbes, puis marque à la quatre-vingt-treizième minute d'une très belle reprise du gauche qui termine sa course dans la lucarne opposée,.
Il rejoint durant l'été 2010 le club de Coventry City où il joue plus de 60 matchs et inscrit 18 buts. Durant l'hiver 2012, il est transféré à Middlesbrough pour un montant d'environ 1,3 M£.
Le 28 janvier 2014 il est prêté à Bolton Wanderers .
Le 31 août 2016 il est prêté à Birmingham City.
Le 3 janvier 2017, il rejoint Birmingham City.

### En sélection
Il a annoncé en juin 2007 vouloir défendre les couleurs polonaises, bien qu’ayant aussi la nationalité anglaise.

## Palmarès

### En club
Birmingham City
- League One (1) :
  - Champion : 2024-25
- EFL Trophy
  - Finaliste : 2025